# Svea Bank
Svea Bank AB är ett svenskt företag som grundades 1981 och verkar på kreditmarknaden med verksamheter i åtta europeiska länder (Danmark, Estland, Finland, Nederländerna, Norge, Schweiz, Sverige och Tyskland). Koncernen erbjuder finansiering till företag och privatpersoner. Företaget är även leverantör av betallösningar inom e-handel, butik, restauranger, tåg med mera. 
Under 2019 samlades alla bolag och verksamheter i koncernen under en ny logotyp. Det gällde även dotterbolagen utanför Sverige. De tidigare logotyperna för exempelvis Svea Ekonomi, Svea Inkasso och Svea Bank slopades, även om bolagsnamnen lever vidare. Det nya grafiska varumärket innehåller endast Svea, utan efterled. Samma år lanserades Svea Bank som en digital bank. Svea marknadsförs som banken för företagare, då den primära målgruppen är entreprenörer och företag med tillväxtambitioner.
Genom att utveckla och erbjuda betallösningar på digitala plattformar har försäljningen vuxit kraftigt när e-handeln tagit fart. Svea är en av de stora aktörerna att hantera betalningar mellan köpare och säljare. Bolaget har fler än 2 000 anställda över hela Europa och de totala intäkterna uppgick 2020 till 3,2 miljarder kronor vilket gav ett rörelseresultat samma år på 610 miljoner kronor. 

## Fusion januari 2022
Amfa Bank var en bank som grundades 1993 och som blev i november 2016 en del av Svea Ekonomi-koncernen. Därefter ändrades varumärkesnamnet till Svea Bank som blev dotterbolag till Svea Ekonomi.. 3 januari 2022 fusionerades moderbolaget Svea Ekonomi in i Svea Bank vilket innebar att Svea Ekonomis verksamhet flyttade in i Svea Bank som varumärke. Svea Bank hade 2021 en omsättning på 200 miljoner sek, och den fusionerade verksamheten en omsättning på 3,7 miljarder sek för samma period.

## Bolag inom koncernen

### Finansiella tjänster
- Svea Bank AB
- Svea Bank AB filial i Norge
- Svea Bank AB filial i Finland
- Svea Finance AS
- Svea Finans A/S
- Svea Finans Nederland BV
- Svea Credit BV
- Svea Finans AG
- Svea Payments OY
- MoneyGo AB
- FMS Financial Management Solutions GmbH
- Svea Investments Inc
- Zlantar of Sweden AB
- Svea Rahoitus OY
- Svea Ekonomi Cyprus Limited och dess dotterbolag i Östeuropa.

Payson AB var tidigare ett dotterbolag men är sedan 1 juni 2022 ett varumärke och tjänst under Svea Bank AB.

### Administrativa tjänster
- Svea Billing Services AB
- Svea VAT Adviser AB
- Svea Ekonomi DOO Belgrade
- PayGround AB
- Stidner Complete AB (intresseföretag)

### Inkassoverksamhet
- Svea Inkasso AB
- Svea Finans AS
- Svea Inkasso A/S
- CMS Collection GmbH
- Svea Perintä OY
- Svea Inkasso OÜ
- Creditexpress Group BV (underkoncern verksam i Östeuropa)